# Koválov
Koválov es un municipio del distrito de Senica, en la región de Trnava, Eslovaquia. Tiene una población estimada, a fines del año 2023, de 684 habitantes.
Está ubicada al norte de la región, en los pequeños Cárpatos y cerca del río Váh (cuenca hidrográfica del Danubio) y de la frontera con la República Checa

## Demografía
| Año        | 1994 | 2004    | 2014    | 2024    |
| ---------- | ---- | ------- | ------- | ------- |
| Población  | 646  | 656     | 706     | 677     |
| Diferencia |      | +1,54 % | +7,62 % | −4,10 % |

| Año        | 2023 | 2024    |
| ---------- | ---- | ------- |
| Población  | 684  | 677     |
| Diferencia |      | −1,02 % |